# 竹叶鸡爪茶
竹叶鸡爪茶（学名：Rubus bambusarum）为蔷薇科悬钩子属的植物，为中国的特有植物。分布于中国大陆的贵州、四川、陕西、湖北等地，生长于海拔1,000米至3,000米的地区，常生于山地空旷处以及林中，目前尚未由人工引种栽培。其种加词“bambusarum ”意为“竹叶的”。

## 别名
老林茶（湖北）、短柄鸡爪茶（中国树木分类学）